# Susan Eisenberg
Susan Eisenberg (nacida el 21 de agosto de 1964) es una actriz y actriz de doblaje estadounidense. Es mejor conocida por ser la voz de Mujer Maravilla en muchos medios de entretenimiento, particularmente animaciones y videojuegos.

## Vida
Creció en Providence, Rhode Island en una familia judía.
Sus primeros trabajos incluyeron el papel de Viper en Las aventuras de Jackie Chan. Su papel destacado fue el de Mujer Maravilla en la serie de televisión Liga de la Justicia, que repitió en Liga de la Justicia Ilimitada, así como en las películas directas en DVD Superman/Batman: Apocalypse, Justice League: Doom y Justice League vs. The Fatal Five. También prestó su voz a Mujer Maravilla en el videojuego Injustice: Dioses entre nosotros y su secuela Injustice 2.
Continuó su trabajo de voz en videojuegos como Star Wars: The Force Unleashed (Shaak Ti), Jak II (Ashelin), Daxter (Taryn), Mass Effect 3 (Councilor Irissa) y The Elder Scrolls V: Skyrim.

## Educación
Eisenberg estudió actuación y voz en la Universidad Americana (Washington D. C.), AADA (Nueva York) y UCLA.

## Filmografía

### Roles de voz

#### Películas
| Año  | Título                                                 | Papel                        | Notas           | Referencia(s) |
| ---- | ------------------------------------------------------ | ---------------------------- | --------------- | ------------- |
| 2010 | Superman/Batman: Apocalypse                            | Diana Prince/Mujer Maravilla | Directo a vídeo | [ 2 ]         |
| 2012 | Justice League: Doom                                   | Diana Prince/Mujer Maravilla | Directo a vídeo | [ 2 ]         |
| 2018 | Lego DC Comics Super Heroes: Aquaman: Rage of Atlantis | Mera                         | Directo a vídeo | [ 2 ]         |
| 2019 | Justice League vs. The Fatal Five                      | Diana Prince/Mujer Maravilla | Directo a vídeo | [ 3 ]         |

#### Televisión
| Año       | Título                                        | Papel                                 | Notas                                      | Referencia(s) |
| --------- | --------------------------------------------- | ------------------------------------- | ------------------------------------------ | ------------- |
| 1996      | Life With Louie                               | Secretaria del Campamento             | Episodio: "Summer of My Discontent"        |               |
| 1997      | Extreme Ghostbusters                          | (voz)                                 | Episodio: "In Your Dreams"                 |               |
| 2000      | Godzilla: The Series                          | Doctora Candice Kirk                  | Episodio: "Area 51"                        |               |
| 2000–2005 | Las aventuras de Jackie Chan                  | Viper                                 | 10 episodios                               |               |
| 2001–2004 | Liga de la Justicia                           | Diana Prince/Mujer Maravilla          | 35 episodios                               | [ 2 ]         |
| 2004–2006 | Liga de la Justicia Ilimitada                 | Diana Prince/Mujer Maravilla, Rampage | 17 episodios                               | [ 2 ]         |
| 2006      | Avatar: la leyenda de Aang                    | Sela                                  | Episodio: "Zuko Alone"                     |               |
| 2010      | El Escuadrón de Superhéroes                   | Princesa Poder                        | Episodio: "Whom Continuity Would Destroy!" |               |
| 2013      | Wonder Woman                                  | Diana Prince/Mujer Maravilla          | 3 episodios                                |               |
| 2021      | "Masters of the Universe: Revelation" Netflix | Sorceress                             | 10 episodios                               | [ 4 ]         |
| 2014      | Skylanders: Trap Team                         | Palanca de Cambios                    |                                            |               |
| 2015      | Skylanders: SuperChargers                     | Palanca de Cambios                    |                                            | [ 5 ]         |
| 2017      | Injustice 2                                   | Diana Prince/Mujer Maravilla          |                                            | [ 2 ] [ 6 ]   |
| 2018      | Lego DC Super-Villains                        | Diana Prince/Mujer Maravilla          |                                            |               |

#### Parques temáticos
| Year | Title                                 | Role                        | Notes                                 | Source(s) |
| ---- | ------------------------------------- | --------------------------- | ------------------------------------- | --------- |
| 2015 | Justice League: Battle for Metropolis | Diana Price/Mujer Maravilla | Paseo oscuro interactivo en Six Flags |           |

### Live-action

#### Películas
| Año  | Título                                   | Papel         | Notas                  | Referencia(s) |
| ---- | ---------------------------------------- | ------------- | ---------------------- | ------------- |
| 1990 | Voices Within: The Lives of Truddi Chase | Azafata       | Película de televisión |               |
| 2016 | The Chair                                | Señora Prince |                        |               |

#### Televisión
| Año       | Título      | Papel             | Notas                        | Referencia(s) |
| --------- | ----------- | ----------------- | ---------------------------- | ------------- |
| 1993      | Class of 96 | Disc Jockey       | Episodio: "The Jessica File" |               |
| 2015–2019 | Suspense    | Varias personajes | 16 episodios                 |               |